# واسب-121b
WASP-121b هو كوكب خارج المجموعة الشمسية يدور حول النجم WASP-121. يعتبر WASP-121b أول كوكب اكتشف خارج المجموعة الشمسية يحتوي على ماء في ستراتوسفير (أي غلاف جوي تزداد فيه درجات الحرارة مع زيادة الارتفاع). يتبع WASP-121b لكوكبة الكوثل ويبعد 880 سنة ضوئية (مقياس المسافة في الفلك) عن الأرض.

## الخصائص
يعتبر مشتري حار، كتلته تعادل 1.18 من كتلة المشتري ونصف قطره حوالي 1.81 من قطر كوكب المشتري. يدور حول النجم WASP-121 مرة كل 1.27 يوماً. تم العثور في ستراتوسفير الكوكب على ماء وأدلة على وجود ثاني أكسيد التيتانيوم وأكسيد الفاناديوم الثنائي. يتم تسخين الغلاف الجوي العلوي للكوكب حتى 2,500 درجة مئوية، وهي حرارة كافية لغليان بعض المعادن.